# Carl Walz
Carl Erwin Walz (* 6. září 1955 v Clevelandu, Ohiu, USA), původně inženýr a pilot letectva Spojených států, byl od ledna 1990 do prosince 2008 astronautem NASA. Má za sebou čtyři kosmické lety, včetně šestiměsíčního pobytu na Mezinárodní vesmírné stanici (ISS). Celkem strávil ve vesmíru 230 dní, 13 hodin a 7 minut.

## Život

### Mládí
Carl Walz se narodil v Clevelandu v Ohiu. Po ukončení střední školy v blízkém Lyndhurstu roku 1973 studoval fyziku na Kentské státní univerzitě (Kent State University) v Ohiu, roku 1977 zde získal titul bakaláře. Pokračoval ve studiu fyziky na Univerzitě Johna Carolla (John Carroll University) a roku 1979 se stal magistrem. Od roku 1979 sloužil v letectvu v jednotce protiradiační ochrany. V letech 1983–1984 absolvoval pilotní školu (USAF Test Pilot School). Potom se na Edwardsově základně účastnil zkoušek vybavení letadel F-16C.

### Astronaut
Neúspěšně se zúčastnil se 12. náboru astronautů NASA. V následujícím, 13. náboru už prošel a 17. ledna 1990 byl začleněn do oddílu astronautů NASA. Absolvoval kurz všeobecné kosmické přípravy a v červenci 1991 získal kvalifikaci letového specialisty raketoplánu Space Shuttle.
Po dokončení přípravy zastával různé funkce v NASA. Už po dvou letech odstartoval do vesmíru na palubě raketoplánu Discovery. Mise STS-51 začala 12. září 1993, po splnění programu letu astronauté přistáli v noci 22. září 1993 na Floridě, let trval 9 dní, 20 hodin a 12 minut.
Ve dnech 8. – 23. července 1994 pobýval ve vesmíru podruhé. Let STS-65 raketoplánu Columbia trval 14 dní, 17 hodin a 56 minut. Programem mise bylo provedení experimentů v laboratoři Spacelab.
Potřetí se do vesmíru dostal ve dnech 16. až 26. září 1996 v Shuttlu Atlantis při letu STS-79. Raketoplán navštívil ruskou stanici Mir na kterou dovezl zásoby a nového člena posádky. Délka letu byla 15 dní, 21 hodin a 21 minut.
V listopadu 1997 byl jmenován palubním inženýrem záložní posádky Expedice 2 na Mezinárodní vesmírnou stanici (ISS) a hlavní posádky Expedice 4, kolegy v posádce se stali Jurij Onufrijenko a Daniel Bursch.
Do vesmíru nová posádka ISS vzlétla 5. prosince 2001 v raketoplánu Endeavour (let STS-108). Po běžném půlročním pobytu na ISS se trojice Onufrijenko, Walz, Bursch vrátila na Zem opět v Endeavouru při letu STS-111. Přistání na Edwardsově základně v Kalifornii proběhlo 19. června 2002 po 195 dnech, 19 hodinách a 39 minutách letu.
V prosinci 2008 odešel z NASA do soukromého sektoru.
Carl Walz je ženatý, má dvě děti.